# Кассала (штат)
Кассала (араб. كسلا; трансліт: Ash Sharqiyah) — один з 18 штатів Судану.
- Територія 36710 км².
- Населення 1789806 осіб (на 2008).

Адміністративний центр — місто Кассала.
Кассала межує з Еритреєю на сході.

## Адміністративний поділ
Штат поділений на 6 округів (дистриктів):

Адміністративний поділ штату

1. Сетеет (Seteet)
2. Нахр-Атбара (Nahr Atbara)
3. Кассала (Kassala)
4. Аль-Гаш (Al Gash)
5. Гамашкорієб (Hamashkorieb)
6. Аль-Фушка (Al Fushqa)